# Fântâna (film din 2006)
Fântâna (2006) (denumire originală The Fountain) este un film american dramă romantic cu elemente de fantasy, istoric, religios și științifico-fantastic. Filmul este regizat de Darren Aronofsky, cu Hugh Jackman și Rachel Weisz în rolurile principale. Filmul cuprinde trei povești în care Jackman și Weisz interpretează diferite perechi de personaje: un om de știință din perioada modernă și soția sa bolnavă de cancer; un conchistador în căutarea pomului vieții și regina Spaniei; un călător prin spațiul cosmic din viitor care are halucinații cu dragostea sa pierdută.

## Distribuție
- Hugh Jackman: Tomas Creo
- Rachel Weisz: Isabel Creo
- Ellen Burstyn: Dr. Lillian Guzetti
- Cliff Curtis: Capitano Ariel
- Mark Margolis: Padre Avila
- Sean Patrick Thomas: Antonio
- Stephen McHattie: Marele Inchizitor Silecio
- Donna Murphy: Betty
- Ethan Suplee: Manny

## Producție
Cheltuielile de producție s-au ridicat la 35 milioane $.

## Lansare și primire
A avut încasări de 16 milioane $.